# 熊本県道206号堂園小森線
熊本県道206号堂園小森線（くまもとけんどう206ごう どうぞのこもりせん）は、熊本県上益城郡益城町から阿蘇郡西原村に至る一般県道である。

## 概要
熊本空港の南側を通る。

### 路線データ
- 起点：熊本県上益城郡益城町大字小谷（おやつ）（熊本県道28号熊本高森線交点）
- 終点：熊本県阿蘇郡西原村大字小森（熊本県道28号熊本高森線交点）

## 歴史
- 1982年（昭和57年） - 路線認定。
  - 熊本県道206号下町益城線および熊本県道230号水前寺小森線の一部が熊本益城大津線として主要地方道となった際、その残存部分を再編し新たに路線認定したものである。

## 路線状況

### 重複区間
- 熊本県道36号熊本益城大津線（上益城郡益城町大字小谷）

## 地理

### 通過する自治体
- 上益城郡益城町
- 阿蘇郡西原村

### 交差する道路
| 交差する道路                            | 市町村名 | 市町村名 | 交差する場所       | 交差する場所     |
| --------------------------------------- | -------- | -------- | ------------------ | ---------------- |
| 熊本県道28号熊本高森線                  | 菊池郡   | 大津町   | 大字小谷（おやつ） | 起点             |
| 熊本県道36号熊本益城大津線 重複区間起点 | 菊池郡   | 大津町   | 大字小谷           | 益城町小谷交差点 |
| 熊本県道36号熊本益城大津線 重複区間終点 | 菊池郡   | 大津町   | 大字小谷           |                  |
| 熊本県道28号熊本高森線                  | 阿蘇郡   | 西原村   | 大字小森           | 終点             |

### 沿線
- 熊本空港